# Kalamakua
Kalamakua (aussi appelé Kalamakua-a-Kaipuholua) était un noble hawaïen; le chef de Halawa, Oahu. Il a ordonné la construction de grands étangs de taro à Waikiki.

## Biographie
Les parents de Kalamakua étaient le chef Kālonanui (un fils du chef Maʻilikākahi d'Oʻahu) et sa femme, Kaipuholua. Le frère de Kalamakua était le chef Kālonaiki d'Oʻahu. Kalamakua et Kālonaiki sont nés sur Oʻahu. Kalamakua est devenu le souverain de Halawa, tandis que Kālonaiki a régné sur le reste d’Oʻahu.
Kalamakua avait épousé Keleanohoanaʻapiapi, princesse de Maui. La fille de Kalamakua et sa femme était célèbre Laʻieloheloheikawai (né à Helemoa, Oʻahu), la Dame de Maui comme l’épouse de Piʻilani.